# 米倉伸之
米倉 伸之（よねくら のぶゆき、1939年12月15日 - 2001年7月29日）は、日本の地理学者。専門は自然地理学、地形学、第四紀学。東京大学名誉教授。

## 略歴
- 1939年 東京都に生まれる。
- 1958年 東京都立日比谷高等学校卒業。
- 1962年 東京大学理学部地学科地理学課程を卒業し、東京大学大学院数物系研究科博士課程（地理学専門課程）へ進学。
- 1965年 東京大学理学部助手となり、その後、講師、助教授、教授に昇任。
- 1975年 「Quaternary tectonic movements in the outer arc of Southwest Japan with special reference to seismic crustal deformation（西南日本外帯における第四紀地殻変動、とくに地震性地殻変動に関連して）」にて東京大学より理学博士の学位を授与される。
- 2000年 定年退官。名誉教授となる。
- 2001年7月29日 呼吸不全のため死去[1]。

## 研究内容
変動地形や海岸地形について、第四紀学的な観点から研究を行った。また日本を代表する地理学教室である東京大学地理学教室の教授として、多くの研究者を育成した。

## 主な編著書
- 『写真と図でみる地形学』（共編著）1985、東京大学出版社
- 『変動地形とテクトニクス』（共編著）1990、古今書院
- 『新編日本の活断層 分布図と資料』（共編著）1991、東京大学出版社
- 米倉伸之ほか（共編）『アメリカ大陸の誕生』（アメリカ大陸の自然誌 1）、1992年、岩波書店。ISBN 978-4000000475
- 米倉伸之（編）『極北の旅人』（モンゴロイドの地球 4）、1995年、東京大学出版会。ISBN 978-4130541084
- 米倉伸之（編著）『環太平洋の自然史』、2000年、古今書院。ISBN 4-7722-3001-7 c3044
- 米倉伸之ほか（共編）『大学テキスト　変動地形学』、2001年、古今書院。ISBN 978-4772250511
- 米倉伸之『海と陸の間で‐地理学とともに地球を歩く』、2001年、古今書院。ISBN 978-4772210560
- 米倉伸之ほか（共編）『日本の地形　1　総説』、2001年、東京大学出版会。ISBN 978-4130647113
- 米倉伸之ほか（共編）『日本総論 I （自然編）』（日本の地誌 1）、2005年、朝倉書店。ISBN 978-4254167610